# Alberto Roero
Alberto Roero (... – Asti, 1509) è stato un vescovo cattolico italiano, vescovo di Asti tra il 1508 e il 1509.

## Biografia
Discendente da una delle più antiche e nobili casane astigiane, i Roero, che avevano le loro case nella contrada omonima, il vescovo Alberto, afferma il canonico Luigi Gentile lasciò l'incarico "per rinuncia revocata", mentre il Boatteri, dice che venne consacrato alla diocesi di Pisa.
Inoltre il Boatteri afferma che il vescovo sia deceduto in quello stesso anno, in cui è avvenuta la consacrazione del parente Carlo Roero a vescovo di Mondovì.